# Roje pri Trebelnem
Roje pri Trebelnem so naselje v Občini Mokronog - Trebelno.